# Callobius guachama
Callobius guachama är en spindelart som beskrevs av Robin Ernest Leech 1972. Callobius guachama ingår i släktet Callobius och familjen mörkerspindlar. Inga underarter finns listade.